# نينا باور
نينا باور (بالإنجليزية: Nina Power) هي نسوية ‏ ومترجمة وفيلسوفة بريطانية، ولدت في القرن العشرين في غرب البلاد (إنجلترا) في المملكة المتحدة.

## وصلات خارجية
- نينا باور على موقع IMDb (الإنجليزية)